# トロンにコブン
『トロンにコブン』は、カプコンから発売されたPlayStation向けのアクションゲームである。
また、本作には『ロックマンDASH2』の体験版である「エピソード1〜ロールちゃん危機一髪!〜」のCDが1枚付属している。この体験版は、後に発売されたPSP版『ロックマンDASH2』に収録されている。

## 概要
本作はロックマンDASHシリーズに登場する空賊ボーン一家の長女であるトロン・ボーンと、手下であるコブンを主役にしたスピンオフ作品。借金の代償として捕まってしまったティーゼル・ボーンとボン・ボーンを助けるため、あらゆる手段を用いてゼニー（お金）を稼ぎ、借金を返済することが本作の大きな目的である。
ゼニーは主にミッションを攻略することによって稼ぐことができる。また、その途中で手に入れたアイテムを売ることでも得ることができる。なお、ゲームクリアの条件はあくまで「借金返済のための目標金額を稼ぐこと」であるので、選択できるミッション全てを攻略しなくてもゲームを進展させることは可能である。
本作ではボーン一家の下で活動している「コブン」はいずれもパラメータや性格など個体差を持ち、各ミッションで選択して同伴させることができる。ゲゼルシャフト号内での交流で新たな能力に目覚めたり、特訓で強化することもできる。ただし怠けることもあり、その場合はお仕置き部屋のミッションをこなすことで改善させることになる。
また、PocketStationに対応しており、本作のデータと連動したPocketStation内のミニゲームを遊ぶことが可能。

## ストーリー
大陸のほとんどが海へと沈んだ未来の地球。かつての文明が忘れられた地で、人々はまた独自の文化を形成し、生活を営んでいた。そして、過去の遺産を掘り起こしてそれを糧として生きる者は「ディグアウター」と、飛行船を駆り悪事を生業とするものたちは「空賊」と呼ばれていた。
その名を聞けば誰もが震える天下の大空賊…になる予定のボーン一家。兄のティーゼル、長女のトロン、弟のボン、40人のコブンたちは、母艦・ゲゼルシャフト号を建造し、今日もまたお宝を探して空をさまよっていた。しかし、思うように成果が上がることはない。
そんな彼らが掴んだ、伝説の秘宝のありかを記した宝の地図。指し示された場所は、ライシップ島にあるナッカイの砂漠。この上ないビッグチャンスをものにするため、ティーゼルはトロンが開発した戦闘ロボット・グスタフに乗り込み、コブンたちを引き連れ砂漠に乗り込んでいった。

## 登場キャラクター

### ボーン一家
トロン・ボーン
本作の主人公。

ティーゼル・ボーン

ボン・ボーン

コブン

### ロース一家
ロース・クッパカルピ
声 - 滝口順平
空賊ロース一家のボス。副業として闇金融も営んでいる。自分から借金をしているディグアウターたちを利用して何かを企んでいる。

グライド
声 - 子安武人
ロース一家のNo.2。美形でメカの操縦技術は一級であるが、仕草はオカマっぽく口調もオネエ言葉。相当のナルシスト。

シタッパー
声 - 山寺宏一
ボーン一家のコブンのような位置にいる99体以上の鳥形ロボットたち。プライドが高く、鳥類であることに誇りを感じている。基本的に主人に忠実なコブンと違い、悪口や愚痴が大好き。メカを操縦せず単身で戦うが、むしろ単身の方が強い。
牧場で倒しても捕獲しても次々に現れる。

### ライシップ市警察署
デニッシュ・マーマレード
声 - 小西寛子
田舎から上京してきた、新人婦警。真面目だがオッチョコチョイ。勤務初日に遅刻しそうになり急いでいた最中に市街地を襲っているトロンたちに遭遇する。
何度か戦うとロボットに乗ったり、どう鍛えたかは不明だが生身でグスタフを投げ飛ばすほどのパワーを見せたりと、次第に強敵となっていく。トロンからは友達感覚で見られている。
ロース一家との決戦後、トロンたちに縛り上げられたロースたちは警察署で始末書を書いていた際、彼女の近くに置き去りにされ、ロース一家逮捕は彼女の手柄となった。とは言え、勘違いした警察署長から「危険なことを1人でした罰」として、さらに始末書が追加された。
『ロックマンDASH 5つの島の大冒険!』にて再登場を果たしている。

ライシップ市警察署長
声 - 大谷育江
一見すると温和そうに見える小太りの中年女性。エンディングにのみ登場する。デニッシュが近くに縛り上げられて放置されていたロース一家を見て、デニッシュが1人で彼らを逮捕したと勘違いして賞賛するが、法律により単独で凶悪犯を逮捕することは禁じているため書く始末書を増やした。

### ディグアウター
声は小形満、堀越真巳が担当している。
ダンツ
ダンジョンでコブンたちと最初に出会う新米ディグアウター。発掘の基本は抑えているが洞窟内でダイナマイトを使おうとしてトロンに制止されるなど、無茶なことばかりする。登場時は駆け出しなイメージが強いが、終盤ではペールを助ける勇気を見せる。

ペール
ダンジョンでコブンたちの前に現れる横取り専門の少女ディグアウター。財宝目当てのためにコブンたちの手助けを利用したり、ダンツと協力したと思いきや、アイテムの奪い合いをすることもある。結局は敵に捕まったり、自分の奪い取ったものが逆に取り返される羽目になったりと因果応報なオチになる。最後はダンツに救われて改心する。

モーム
ダンジョンでコブンたちと出会うベテランディグアウター。短気な性格でおっかないが、コブンたちにアドバイスをしてくれるなど優しいおばさん。

テイジ
ダンジョンでコブンたちと出会う紳士風のディグアウター。見た目は紳士的だが、水辺で泳げなかったり、最後のカギを持っておらずに白くなって立ち尽くすなどマヌケな性格である。

ザップ&ジップ
ダンジョンでコブンたちと出会う双子の少年ディグアウター。ザップはディグじいさんを尊敬しており、ジップはラッセルを尊敬している。クイズに正解するとゲートを開けてもらえる。

ロクナン
ダンジョンでコブンたちと出会う美人な女性ディグアウター。無口でおとなしいが、実はディグじいさんの弟子。

ラッセル
ダンジョンでコブンたちと出会うクールな性格の超ベテランディグアウター。

ディグじいさん
ベテランのディグアウター。後から来るディグアウターのためにダンジョンにアドバイスを書き残してくれる。「長寿の秘宝」の謎が解けずに悩んでいる。実は謎がどうしても解けずにこの世をさまよう魂であり、本人はすでに死去している。ダンジョン内にも彼の白骨死体がある。

## 登場メカ

### ボーン一家
グスタフ
万能二足歩行型戦車。下記のような換装・代替メカを使用するミッションを除く、ほとんどのミッションで登場する本作のメインメカ。
基本武器に誘導性能を持つ大型バスター「サーチキャノン」を左腕に装備し、武器を換装することも可能。カラーリングの変更もできる。
武器は上記の誘導性能を持つバスターの「サーチキャノン」、連射が売りの「ガトリングガン」、破壊力の高い「ボーンバズーカ」の3つから1つを選択する。他の攻撃方法は腕部を使用した掴みと、頭部から発射しコブンたちをその場に誘導かつ行動を指示する「指揮弾」。続編の『ロックマンDASH2』でグスタフのカスタマイズ機が登場しており、ガトリングガンと指揮弾の他多数の武装を装備している。
後に『ロックマンDASH2』にも似たようなメカが登場しており、『MARVEL VS. CAPCOM 2 NEW AGE OF HEROES』や『NAMCO x CAPCOM』にトロンが出演した際にも乗っていたが、頭部が無くなっており（さらに一緒にいるコブンと比較しても本作のグスタフより小型化している）、パイロットであるトロンがむき出しになっている。

グスタフタンク
下半身をタンクパーツに換装したグスタフで、「コンテナをうばえ!」ミッションではこの姿となる。攻撃はできないがコンテナのような重い物を持ち運んだり、短距離ながらジャンプすることも可能である。

フェルケル
「お宝をディグアウト!」でのメイン操作メカ。ブタをモチーフとした遠隔操作メカ、いわゆるラジコン。グスタフでは入れないような場所の探索に使われる。攻撃方法は体当たりのみで、リーバードとの戦闘は行えない。また、アイテム回収もできないので、常に複数のコブンとコブンモールを従え、指揮弾で指示しながらディグアウトを行う。変な音を鳴らす機能を備えている。

コブンモール
「お宝をディグアウト!」で使用するディクアウト用のサポートメカ。コブンが操縦している。先端にドリルが付いており、これで岩盤を掘るほか、戦闘も行える。

コブントラック
「動物をつかまえろ!」ミッションで牧場から家畜を盗むために用いるトラック。体力制であり、ダメージを受けて破壊されるとミッション失敗となる（グスタフからの誤射は無傷）。

ゲゼルシャフト号
ボーン一家の主力戦艦。内部は司令室の他、開発室、倉庫、食堂、特訓部屋、会議室、機関室の他おしおき部屋などボーン一家の生活・移動空間。この当時は出来たばっかりでまだ未完成の状態。このメカを作るためにティーゼルはロース一家に100万ゼニーもの借金をしてしまい、今回の引き金となってしまった。

### ロース一家
ラファール
グライドが搭乗している人型メカ。鳥型にも変形し空を飛ぶことも可能。武器は両手からのビーム、ビームサーベルがメインとなり、切り札にアルティメット・グライド・キャノンも使用。ゲーム中2回戦うこととなるが、最後は隠れていたボンに襲われ大破してしまう。

ピンギーノ
ロース一家の持つ牧場管理メカ。空を飛んで移動するが、攻撃は基本的に体当たりのみ。搭乗者はシタッパー。

チョルリーノ
コブンモールと同じくディクアウト用メカ。ドリルではなくスコップがついているが、攻撃は体当たりのみ。搭乗者はシタッパー。

ウエボー
牧場に設置されているタマゴ型の監視メカ。家畜を盗んだ相手に対し体当たりをしてくる以外は動かず、停止中は破壊することもできない。

タッキーノ
牧場管理用の上空用メカ。3体同時に現れ、ピンギーノの上位版で、常に空を飛んでいる。武器はマシンガンのみ。搭乗者はシタッパー。

メガス・ストルートス
牧場管理用のダチョウ型メカ。2本の足で素早く動き、逃走するトラックを破壊しようとする。武器は巨大なハンマーと地を這う爆弾。
足は速いがよろけやすく、グスタフの体当たりで足止めができる。終盤になると本気を出すのか速度が速くなる。
このミッションはトラックが脱出するかこのメカを破壊するかだが、基本的に破壊した方が早い。

### 警察メカ
パトカー
実在する警察車両。その割には体当たりしたりと無謀な使い方が多い。

ドラード
空中を浮遊しながらマシンガンを放つ飛行船。

トレンケイン
中に無数の警察官を乗せている警察車両。その巨体で進路を妨害したりと結構使われている。2種の機体が存在するが、装甲車版は破壊不可能。

モトネータ
空を飛んでいる白バイ。マシンガンを放ってくる。破壊してもすぐに次のが来るためほおっておいた方がいい。

自動砲台
地面に設置されている砲台。背後は攻撃できないため、背後に周られると何にもできなくなる。

コンパゲース
デニッシュが対ボーン一家用に署長に予算を出してもらったメカ。手にした警棒とコンテナを投げて攻撃してくる。

## ミッション
ミッションにはそれぞれ1 - 3のLEVELが設定されており、1を攻略することで2が、2を攻略することで3のLEVELのミッションが出現し、LEVEL3をクリアしたミッションは終了となる。
オープニング
グスタフを操作し、遺跡を探し出すミッション。本編開始前のチュートリアル的な内容であり、このミッションを攻略することで本格的なゼニー稼ぎがスタートする。

銀行をおそえ!!
街を襲撃して銀行強盗を行うミッション。グスタフを操作し、デニッシュの防衛や警察群の包囲網をかいくぐって銀行強盗を成功させることが目的となる。また、民家襲撃によってゼニーやアイテムを稼ぐことができる。

コンテナをうばえ!
港に積まれているコンテナを奪うミッション。グスタフタンクを操作し、一定回数以内でターゲットコンテナ、およびボーナスコンテナを船に積み込むことが目的となる。グスタフタンクでコンテナを持ち運ぶ際、一度に移動可能な距離が設定されている。これによりパズル要素が強い内容であり、多くのコンテナを獲得した上でクリアするには相応の手順が求められる。

お宝をディグアウト!
遺跡をディグアウトしお宝を手に入れるミッション。フェルケル＆コブンモールを操作し、最終的に遺跡の奥深くに眠る財宝を手に入れることが目的となる。フェルケルを操作して指揮弾や体当たりを活用し、遺跡内のトラップなどを攻略していく。また、人との会話も攻略のための重要な要素である。

ナッカイの遺跡
ティーゼルがディグアウトしようとしていた遺跡に挑むミッション。グスタフを操作し、奥深い迷路やリーバードとの襲撃を攻略してお宝を手に入れていくミッション。難易度が高く、各ミッションで手に入れたアイテムが必要となる場面もあるため、一度の挑戦では完全攻略は難しい。クリアしても、何度でも挑戦可能。

動物をつかまえろ!
牧場を襲撃し、放されている動物を奪うミッション。グスタフを操作し、警備のロボットを倒しながら全ての動物を手に入れることが目的となる。

コンテナをうばえ2!
港に積まれているコンテナを奪うミッション。グスタフタンクを操作し、ターゲットコンテナ、ボーナスコンテナを船に積み込むことが目的となる。基本的には前回と同じ内容であるが、ステージ内にギミック要素が増えたため、より頭を悩ませることになる。

カジノで一儲け!?
条件を満たすことで遊べるようになるミッション。ミッション自体には別段目的はなく、お金稼ぎの一つの手段となる。ただし、あまりに多く稼いでしまうとカジノが閉店し、再度遊ぶことができなくなる。

## テーマソング
- 『Magic!』（歌：飯塚雅弓、作詞：LINDEN、作曲：田中友梦、編曲：羽毛田丈史 / CM曲）
- 『love letter』（歌：飯塚雅弓、作詞・作曲：大津美紀、編曲：十川知司 / エンディング曲）

## 攻略本
- Vジャンプブックス ロックマンDASHシリーズ トロンにコブン お宝がっぽりガイド（ISBN 978-4087790283）